# Idrottsdag
Idrottsdag är en skoldag där lektionerna under hela eller delar av dagen byts ut mot aktiviteter inom sport och idrott. Det kan exempelvis vara skidåkning, skridskoåkning, bowling eller simning om vintrarna, alternativt fotboll, friidrott, orientering eller promenad under varmare delar av året. Idrottsdagen kan även omfatta en turnering i till exempel fotboll, där klass- eller skollag deltar.
Ofta har eleverna några olika aktiviteter att välja mellan. Det är dock obligatoriskt för eleverna att närvara under idrottsdagen.
Ordet är belagt i svenska språket sedan 1901. År 1928 blev idrottsdagar en del av skolstadgan.